# Donje Gare
Donje Gare (izvirno srbsko Доње Гаре) je naselje v Srbiji, ki upravno spada pod Občino Vlasotince; slednja pa je del Jablaniškega upravnega okraja.

## Demografija
V naselju živi 143 polnoletnih prebivalcev, pri čemer je njihova povprečna starost 48,6 let (44,5 pri moških in 52,9 pri ženskah). Naselje ima 58 gospodinjstev, pri čemer je povprečno število članov na gospodinjstvo 2,84.
To naselje je popolnoma srbsko (glede na rezultate popisa iz leta 2002), a v času zadnjih treh popisov je opazno zmanjšanje števila prebivalcev.
|  |

| Demografija | Demografija     | Demografija     |
| Leto        | Št. prebivalcev | Št. prebivalcev |
| ----------- | --------------- | --------------- |
|             |                 |                 |
|             |                 |                 |
|             |                 |                 |
|             |                 |                 |
| 1948        | 580             |                 |
| 1953        | 634             |                 |
| 1961        | 590             |                 |
| 1971        | 459             |                 |
| 1981        | 360             |                 |
| 1991        | 246             | 246             |
| 2002        | 165             | 165             |
|             |                 |                 |

| Etnična sestava po popisu iz leta 2002 | Etnična sestava po popisu iz leta 2002 | Etnična sestava po popisu iz leta 2002 | Etnična sestava po popisu iz leta 2002 | Etnična sestava po popisu iz leta 2002 |
| -------------------------------------- | -------------------------------------- | -------------------------------------- | -------------------------------------- | -------------------------------------- |
| Srbi                                   | Srbi                                   |                                        | 165                                    | 100,0%                                 |
| Neznano                                | Neznano                                |                                        | 0                                      | 0,0%                                   |